# Ruisseau Dufreboy
Le ruisseau Dufreboy est un affluent de la rive sud de la rivière aux Feuilles dont les eaux coulent vers l'est et se jettent dans le lac aux Feuilles, lequel se connecte par un détroit au littoral ouest de la baie d'Ungava. Le ruisseau Dufreboy coule dans le territoire non organisé de Rivière-Koksoak, dans la région du Nunavik, dans la région administrative du Nord-du-Québec, au Québec, au Canada.

## Géographie
Les bassins versants voisins de le ruisseau Dufreboy sont :
- côté nord : rivière aux Feuilles, rivière Hérault ;
- côté est : lac Gerido, lac Bérard, lac Hérault ;
- côté sud : rivière Kuuguluk, rivière Lefebvre ;
- côté ouest : lac Carlier, lac Nullualuk, lac Ikirtuuq, rivière aux Mélèzes.

Le lac Dufreboy (longueur : 12,4 km ; largeur : 10,4 km ; altitude : 270 m) constitue le principal plan d'eau de tête du ruisseau Dufreboy. Sa forme est plutôt complexe, comportant de nombreuses îles, baies et presqu'îles. Ce lac de tête est situé à l'est du lac Carlier (altitude : 300 m), au nord-ouest du lac Imbault (altitude : 220 m) et au nord-ouest du lac Anglefontaine. Le lac Dufreboy reçoit en amont les eaux de plusieurs plans d'eau environnants.
À partir de son embouchure (située au nord du lac), dans la partie supérieure du cours d'eau, le courant coule d'abord sur 23,5 km vers le nord-ouest en traversant une série de lacs. Puis, la rivière perd rapidement de la dénivellation en traversant plusieurs chûtes et rapides sur 16,1 km, au fond d'une vallée encaissée, jusqu'à son embouchure.
À son embouchure, la rivière traverse des bancs de sable avant de se déverser sur la rive sud de la rivière aux Feuilles entre deux séries de rapides. Son embouchure se déverse à 5,9 km en aval du ruisseau Boulain, à 6,8 km en aval de l'embouchure du ruisseau Ptarmigan, à 8,3 km de la rivière Kuugululk et à 11,5 km en amont du ruisseau Hérault.

## Toponymie
Le toponyme ruisseau Dufreboy a été officialisé le 5 décembre 1968 à la Commission de toponymie du Québec.